# Stop Huntingdon Animal Cruelty

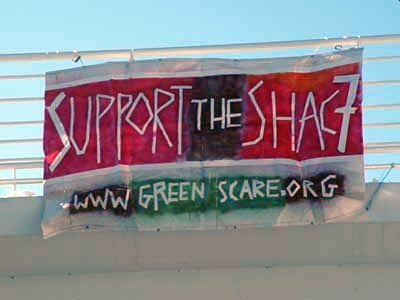
bannière lors du Milwaukee SHAC 7

Stop Huntingdon Animal Cruelty (SHAC) est une campagne internationale en faveur des droits des animaux, et notamment contre les laboratoires HLS (Huntingdon Life Sciences), premiers laboratoires européens d'expérimentation animale.
La SHAC a été créée en novembre 1999 par Greg Avery, Heather James et Natasha Dellemagne, trois activistes anglais en faveur du droit animal, après la diffusion en Angleterre d'une séquence vidéo prise en 1997 à l'intérieur même des laboratoires HLS par l'association PETA (People for the Ethical Treatment of Animals). Cette séquence montrait des employés secouant, donnant des coups de poing, criant ou riant sur des Beagles dans un laboratoire de HLS. Ces employés furent renvoyés et poursuivis en justice, et la licence délivrée à HLS par le département de l'Intérieur britannique pour mener ses expériences sur les animaux fut révoquée pour une durée de six mois. Parallèlement à cela, une autre séquence fut prise aux États-Unis, montrant des scientifiques disséquant un singe vivant. PETA stoppa cependant ses accusations contre HLS après avoir été menacé d'une action en justice. La SHAC prit alors le relais en tant que groupe indépendant.
L'association américaine Southern Poverty Law Center décrit les actions reliées à la campagne comme étant « franchement terroristes, semblables à celles des extrémistes anti-avortement ». Les actions du groupe vont des manifestations non-violentes à l'incendie volontaire de propriétés possédées par des dirigeants de sociétés liées à HLS (clients ou investisseurs), et plusieurs activistes du SHAC ont déjà été condamnés.
En 2009 et en 2010, 13 militants de SHAC, dont les trois fondateurs, sont condamnés au Royaume-Uni à des peines de quinze mois à onze ans de prison pour avoir harcelé depuis six ans des employés des sociétés en Europe travaillant plus ou moins directement avec les laboratoires HLS, leur envoyant de faux colis piégés et des menaces de violence par téléphone. En prononçant le verdict, le juge Neil Butterfield assimile leur campagne de harcèlement à du « terrorisme urbain », à une « persécution sans répit et sans merci » de victimes dont la vie est devenue « un enfer »,. 

## Histoire

### Les rapports de la BUAV
En 1989, Sarah Kite, de l'Union Britannique pour l'Abolition de la Vivisection, réussit à se faire engager dans un des laboratoires HLS. HLS teste sur des animaux des produits tels que des nettoyants, des pesticides, des désherbants, des produits de cosmétique, des produits chimiques utilisés dans diverses industries, ou des drogues destinées à lutter contre des maladies (maladie d'Alzheimer, de Parkinson, les diabètes, la Sclérose en plaques, ou le cancer), et effectue sur eux des tests toxicologiques. Ces expériences sont conduites chaque année sur environ 75 000 animaux, incluant des rats, des lapins, des cochons, des chiens et des primates. Elle y travaille sous couverture pendant huit mois. Elle rapporte que les animaux sont malmenés par les scientifiques qui n'hésitent pas à les frapper, ou à les jeter violemment dans leurs cages.
En 1997, la journaliste Zoe Broughton réussit à filmer l'intérieur des laboratoires à l'aide d'une mini-caméra, après s'être fait embaucher comme technicien de laboratoire. Sur les images qu'elle rapporte, on peut voir des chiots se faire frapper ou secouer. Un an plus tard, la PETA obtient des images de la dissection d'un singe vivant à l'intérieur d'un laboratoire du New Jersey, où l'on peut entendre un technicien dire que l'animal n'a pas été anesthésié convenablement[réf. nécessaire].

### Consort Kennels et Save the Hill Groves Cats
Les cofondateurs de la campagne SHAC sont Greg Avery, sa seconde femme, Natasha Avery (née Dellemagne), et sa première femme, Heather James (aussi connue sous le nom de Heather Nicholson).
Greg Avery et Heather James, cofondateurs de la campagne SHAC se sont d'abord investis dans d'autres actions contre la maltraitance des animaux au sein de laboratoires d'étude au Royaume-Uni. En 1997, après une campagne longue de dix mois, ils réussirent à obtenir la fermeture d'une entreprise (Consort Kennels) qui élevait des Beagles dans le but de mener des expériences sur eux. Un peu plus tard la même année, ils lancèrent la campagne Save the Hill Grove Cats contre la ferme d'Hill Grove dans le comté de l'Oxfordshire, qui élevait des chats pour les laboratoires.  Elle fut fermée deux ans plus tard.

## Structure du SHAC

### Organisation
Selon Kevin Jonas, qui dirige le SHAC aux États-Unis, la "campagne SHAC" englobe toute action, qu'elle soit légale ou non, visant à faire disparaitre HLS, tandis que le nom SHAC lui-même désigne uniquement le groupe s'occupant du service d'information. 
Le SHAC utilise une approche décentralisée, la campagne n'étant pas organisée autour d'un quelconque groupe officiel qui en aurait la direction, ce qui autorise aux activistes d'agir de façon autonome.